# Denain
Denain (in piccardo Dnain, in olandese Dening) è un comune francese di 20 326 abitanti situato nel dipartimento del Nord nella regione dell'Alta Francia.

Nel territorio comunale il fiume Selle confluisce nella Schelda.

## Società

### Evoluzione demografica
Abitanti censiti

## Gemellaggio
- Mettet, dal 2011